# Wilhelm Barthlott

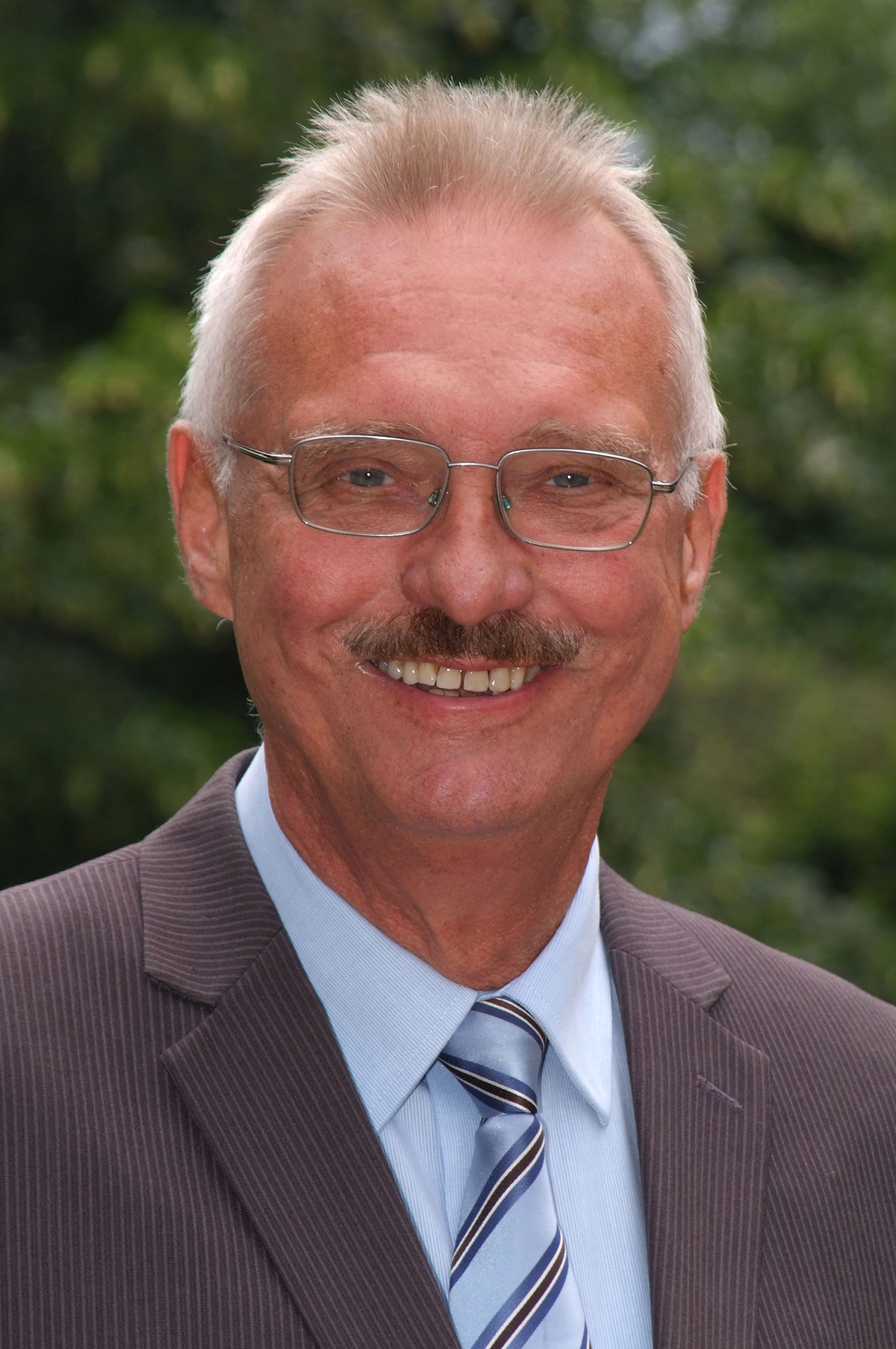
Wilhelm Barthlott (2017)

Wilhelm Barthlott (* 22. Juni 1946 in Forst) ist ein deutscher Botaniker, Bioniker und Materialwissenschaftler.
Arbeitsgebiete sind Bionik, Biodiversitätsforschung und Systematik. Seine Arbeiten an Pflanzen und tropischen Ökosystemen sowie makroökologische Analysen führten zu den ersten präzisen Weltkarten der geographischen Verteilung der globalen Biodiversität. Er hat sich früh mit den negativen Folgen des Klimawandels, des ungebremsten Wachstums und der Globalisierung beschäftigt. Barthlott ist ein weltweit bedeutender Pionier der biologischen Grenzflächenforschung und ihrer technischen Umsetzung. Er entdeckte und beschrieb 1977–1996 den Lotoseffekt und entwickelte daraus neuartige selbstreinigende und ab 2002 permanent unter Wasser lufthaltende (Salvinia-Effekt) technische Oberflächen zur Reibungsreduktion bei Schiffen und zur Entfernung von Ölfilmen auf Gewässern. Sie führten zu einem Paradigmenwechsel in weiten Bereichen der Grenzflächenphysik und Materialwissenschaften. Barthlott war Lehrstuhlinhaber und Direktor am Nees-Institut für Biodiversität der Pflanzen und der Botanischen Gärten der Universität Bonn und wurde mit zahlreichen Preisen (u. a. Deutscher Umweltpreis) und Mitgliedschaften (u. a. Deutsche Akademie der Wissenschaften Leopoldina, Akademie der Wissenschaften und der Literatur Mainz) ausgezeichnet.

## Leben
Wilhelm Arthur Barthlott entstammt einer Familie französischer Hugenotten, die mit Jean Jacques Barthelot 1698 aus dem Rhône-Tal in die Markgrafschaft Baden-Durlach kamen, die Fachwerkhäuser der mütterlichen Familie Hilpp von Bauern, Winzern und Bürgermeistern standen schon im 15. Jhdt. in dem zum Kloster Maulbronn gehörenden Zaisenhausen. Barthlott studierte nach dem Abitur in Bruchsal und dem Wehrdienst Biologie mit den Nebenfächern Physik, Chemie und Geographie an der Universität Heidelberg und promovierte 1973 über Systematik und Biogeographie bei Werner Rauh, mit dem ihn jahrzehntelange Zusammenarbeit und Forschungsreisen verbanden. Nach der Habilitation folgte er 1982 einem Ruf an die Freie Universität Berlin. 1985 nahm er einen Ruf an die Rheinische Friedrich-Wilhelms-Universität Bonn an, als Lehrstuhlinhaber und Direktor des Botanischen Gartens in der Nachfolge von C. G. Nees von Esenbeck, L. C. Treviranus und Eduard Strasburger. Weitere Rufe lehnte er ab. Er war Mitglied in Gremien der universitären Selbstverwaltung (u. a. Senat 2002–2004) und in internationalen und nationalen Komitees (u. a. 1998–2001 Nationalkomitee MAB „Mensch und Biosphäre“). Er gründete in Bonn 1992 mit Gustav Schoser und Wolfram Lobin den Verband Botanischer Gärten, der erste Dachverband, in dem heute beinahe alle Gärten in Deutschland, Österreich und der Schweiz zusammengeschlossen sind. Bei der Durchsetzung vieler Vorhaben stand die mit Barthlott über viele Jahrzehnte eng befreundete Loki Schmidt zur Seite. Er war 2003 Gründungsdirektor des Nees-Instituts für Biodiversität der Pflanzen. Sowohl der 400 Jahre alte Garten als auch das Institut wurden von ihm umstrukturiert und erweitert.
Barthlott ist seit 2011 emeritiert, leitete aber bis 2014 das Langzeitvorhaben Biodiversität im Wandel der Akademie der Wissenschaft und Literatur Mainz. 2010 konzipierte er das Biodiversity Network Bonn BION, das 2014 mit seinem Nachfolger Maximilian Weigend implementiert wurde. Er leitete bis 2022 die Arbeiten zur Umsetzung des von ihm entdeckten Lotus-Effekts und Salvinia-Effekts im Rahmen von laufenden Forschungsvorhaben.
Die Cicero-Rangliste des Jahres 2008 zählt ihn zu den wichtigsten Vordenkern Deutschlands. Er hatte mit seinen interdisziplinären Forschungsgebieten eine große Zahl von Schülern, unter anderen Nico Blüthgen, Thomas Borsch, Eberhard Fischer, Pierre Ibisch, Holger Kreft, Christoph Neinhuis und Daud Rafiqpoor.

## Wirken

### Tropenökologie, Biodiversitätskartierung, Umwelt- und Klimawandel
Den ersten Forschungsreisen mit Werner Rauh nach Marokko, Ecuador, Peru und Brasilien folgten 1975–1976 langfristige Aufenthalte in der Elfenbeinküste zur Einrichtung der drei Nationalparks Comoé, Tai (beide heute UNESCO-Weltnaturerbe) und Azagny im Auftrag der GTZ. Arbeiten in Westafrika im Rahmen des DFG-Schwerpunktes „Mechanismen der Aufrechterhaltung tropischer Diversität“ mit Karl Eduard Linsenmair sowie in Madagaskar zu Studien tropischer Modellökosysteme wie Inselbergen (vgl. Porembski & Barthlott 2000) und Epiphyten im Kronenbereich von Regenwäldern in Ecuador und Venezuela (Surumoni-Projekt) folgten. Ein weiteres Arbeitsgebiet war die globale Kartierung von Biodiversität und deren makroökologischen kausalen Abhängigkeiten. Ein Schwerpunkt war die globale Analyse von ozeanischen Inseln, die heute von seinem Schüler Holger Kreft weitergeführt werden. Seine Weltkarte der Biodiversität ist in zahlreiche Lehrbücher eingegangen. Im Rahmen der von ihm mit-initiierten BMBF-BIOTA AFRIKA-Projekte wurden die Biodiversitätsmuster am Modellkontinent Afrika analysiert und Folgen des Klimawandels untersucht.
Barthlott hat früh auf den Klimawandel (z. B. 1990 im 2. Bericht der Enquete-Kommission zur Vorsorge zum Schutz der Erdatmosphäre) und die nicht reparablen Änderungen (z. B. durch invasive Arten als Folge der Globalisierung) und damit Reduktion der globalen Biodiversität und die notwendigen politischen Schritte in den Industrieländern verwiesen und sich für die Rechte der „Entwicklungsländer“ eingesetzt: Deutlich 1994 in einem knapp einstündigen ARD-Fernsehgespräch im Gespräch mit Alfred Thorwarth am Sonntagnachmittag der Bundestagswahl 1994. Später hat er sich im Detail mit der Auswirkung des Klimawandels auf die globalen Biodiversitätsmuster beschäftigt.
Barthlott stiftete 1996 den Förderpreis Biodiversität der Akademie der Wissenschaften und der Literatur Mainz und gründete 1997 das deutsche Sekretariat Diversitas des Biodiversitätsprogrammes von UNESCO und IUBS und war dessen Chairman bis 2001. Von 1998 bis 2001 war er Mitglied des Deutschen Nationalkomitees Mensch und Biosphäre der UNESCO und des BMU. „Biodiversity – a challenge for development research and policy“ war der Titel seiner in Bonn 1997 veranstalteten Konferenz, an dem u. a. Dennis Meadows, José Lutzenberger, Eckart Ehlers, Pierre Ibisch und die Umweltkünstler Helen Mayer & Newton Harrison teilnahmen. Im gleichen Jahr veranstaltete er das bilaterale Symposium „Biodiversity of Colombia“ unter aktiver Teilnahme von Angela Merkel und kolumbianischer Regierungsvertreter. Für die Folgeveranstaltung COP9 der CBD organisierte er im Mai 2008 die Vorkonferenz „Biodiversity Research - Safeguarding the future“. Er hat für CITES bei der Erstellung der „Roten Listen“ gefährdeter Pflanzen mitgearbeitet und hielt im Januar 2010 einen der Plenarvorträge zur Eröffnung des „International Year of Biodiversity“ bei der UNESCO in Paris.
In den letzten Jahren beschäftigt er sich u. a. mit der Rolle von Religionen beim Erhalt der Natur. Für sein „grenzüberschreitendes innovatives Denken“ wurde Barthlott 2001 der GlobArt Award verliehen, mit dem u. a. Yehudi Menuhin, Hans Küng, Václav Havel und Ernesto Cardenal ausgezeichnet wurden.

### Systematik und Evolution
Die systematisch-taxonomischen Arbeiten von Barthlott konzentrieren sich auf die Erforschung der Vielfalt bestimmter Gruppen der Bedecktsamer und auf Monographien zur Ultraviolett-Reflexion von Blüten. Systematische und ökologische Interessen an Fleischfressende Pflanzen führten unter anderem zur Entdeckung der ersten protozooenfangenden Pflanze, der Reusenfallen (Genlisea) mit dem kleinsten Genom aller Blütenpflanzen.
Die elektronenmikroskopischen Analysen der Oberflächenstrukturen erlaubten sehr früh die moderne Umgrenzung bestimmter Großgruppen der Einkeimblättrigen
Der Tropenstrauch Barthlottia madagascariensis, die Titanenwurz-Art Amorphophallus barthlottii sowie weitere Pflanzen (u. a. Striga barthlottii, Tillandsia barthlottii) und Tiere wurden nach ihm benannt. Zu seinen Entdeckungen gehören u. a. Mezobromelia lyman-smithii, Rhipsalis juengeri, Pfeiffera miyagawae, Schlumbergera orssichiana oder die heute populäre Zimmerpflanze Peperomia graveolens. Listen der etwa 130 von ihm oder nach ihm benannten Pflanzen finden sich bei IPNI oder Plants of the World Online (POWO).

### Bionik, Grenzflächenphysik und Lotus-Effekt
Wilhelm Barthlott war der erste Wissenschaftler, der ab 1970 systematisch im großen Maßstab die Raster-Elektronenmikroskopie zur Erforschung biologischer Oberflächen und ihrer physikalischen Funktionalitäten einsetzte. Daraus resultierten hunderte Publikationen und 1977 die Entdeckung des Selbstreinigungseffektes superhydrophober mikro- und nanostrukturierter Oberflächen in der weltweit ersten Monographie zur Feinstruktur biologischer Oberflächen. Er erfand 1992 dafür den Begriff „Lotus-Effekt“, mit seinem Schüler Christoph Neinhuis erfolge die weitere Aufklärung und unter dem Markennamen Lotus-Effekt® wurde die Entdeckung nach 1996 industriell umgesetzt. Die daraus resultierenden Produkte werden heute alltäglich weltweit eingesetzt. Johann-Gerhard Helmcke und Werner Nachtigall waren schon Mitte der 70er Jahre auf diese bionischen Arbeiten aufmerksam geworden und banden Barthlott in die Seminare von Frei Otto am Institut für leichte Flächentragwerke an der Technischen Hochschule Stuttgart ein. Die grundlegenden Arbeiten zum Lotus-Effekt führten zu einem Paradigmenwechsel in den Materialwissenschaften und zählen heute in den Pflanzen- und Materialwissenschaften mit zu den weltweit am höchsten zitierten Arbeiten. Die Physik der scheinbar einfachen Selbstreinigung ist aber bis heute noch nicht vollständig verstanden. Erst 2022 gelang ihm der Nachweis, dass es superhydrophobe Cyanobacterien gibt und der Lotus-Effekt vermutlich bereits eine wichtige Rolle als „key innovation“ bei der Eroberung des neuen Lebensraumes Land im Präkambrium vor über einer Milliarde Jahren spielte. Die lange Entdeckungsgeschichte des Lotus-Effektes wurde mehrfach dargestellt.
Weitere Arbeiten ab 2002 führten zur Entdeckung des nach dem Schwimmfarn benannten Salvinia-Effekt (unter Wasser langfristig lufthaltende Oberflächen), dem ein hochkomplexes physikalisches Prinzip zugrunde liegt (Barthlott et al. 2010, Gandyra et al. 2020). Eine technische Anwendung ist die „passive Air Lubrication“ in der Schifffahrt: Durch eine Reduktion des Reibungswiderstandes durch eine Luftschicht könnten Schiffe möglicherweise über 20 % ihres Treibstoffverbrauches einsparen, eine Zahl von hoher ökonomischer und klimarelevanter Bedeutung. Andere Anwendungen finden sich in der Sensorik, hauptsächlich aber bei der Entfernung von Ölverunreinigungen auf Gewässern durch Adsorption und Transport an biomimetischen künstlichen Salvinia-Oberflächen.
Barthlott verwies sehr früh darauf, dass oberflächenaktive Substanzen wie Tenside in der Landwirtschaft erhebliche Schäden anrichten können und dass zur Bionik untrennbar auch die Nachhaltigkeit ihrer Technologien gehört. Er war Gründungsmitglied des deutschen Bionik-Kompetenznetzwerkes (BIOKON) und der International Society of Bionic Engineering (ISBE) in Beijing sowie in Editorial Boards führender Zeitschriften tätig.
Es erscheinen heute jährlich über 2000 wissenschaftliche Publikationen basierend auf den physikalischen Barthlott-Effekten „which can be considered the most famous inspiration from nature ….and has been widely applied…in our daily life and industrial productions“.
Barthlott hat sich bemüht mit populärwissenschaftlichen Büchern und Vorträgen ein breites Publikum zu erreichen und war z. B. 1991–1995 Präsident der Deutschen Kakteen-Gesellschaft. Seine Arbeiten wurden mit zahlreichen bedeutenden Preisen ausgezeichnet (siehe Auszeichnungen und Aktivitäten).

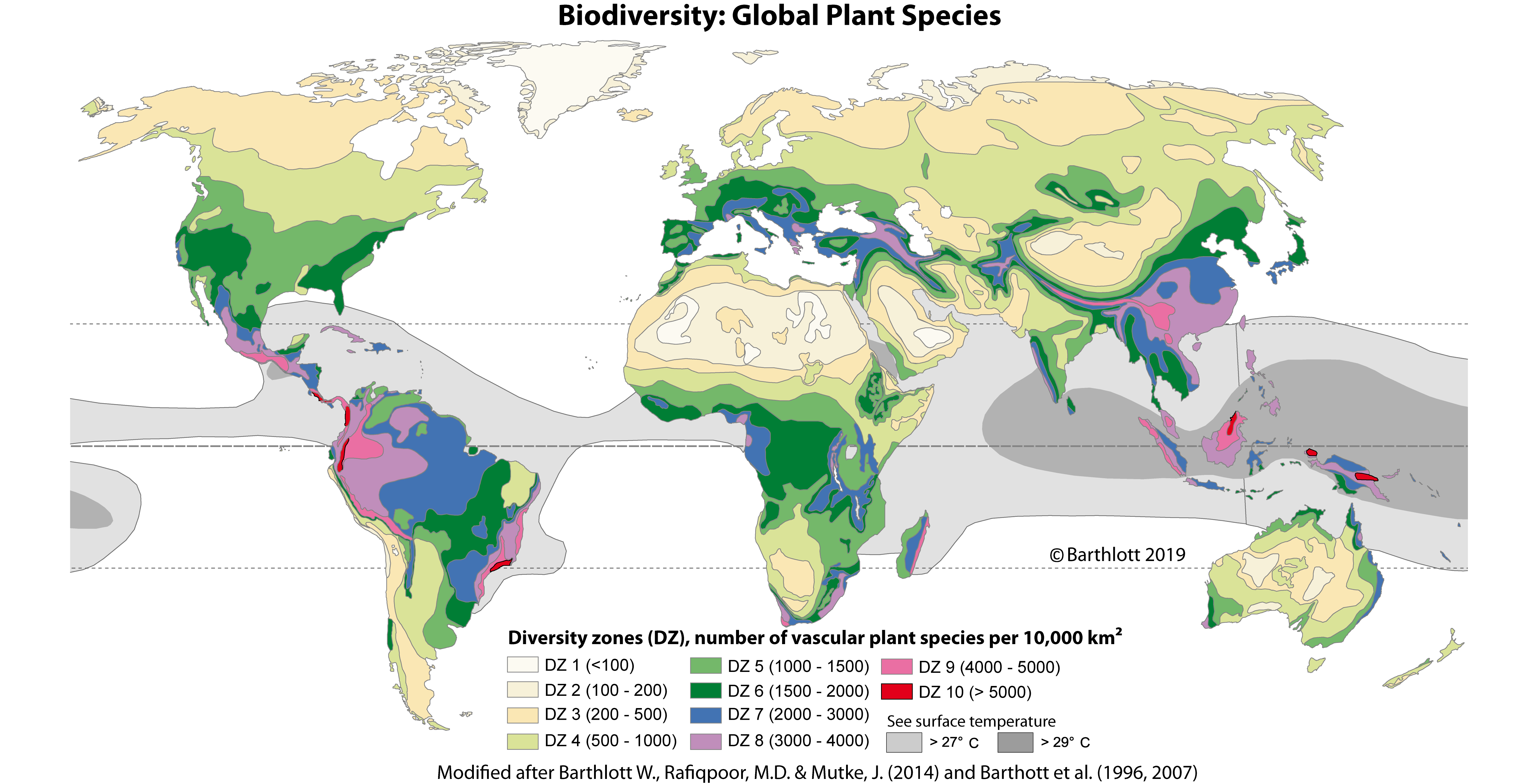
Die erste präzise Weltkarte der Biodiversität von Pflanzen (überarbeitete Fassung Barthlott et al. 2014) zeigt die geographische Verteilung der globalen terrestrischen Biodiversität
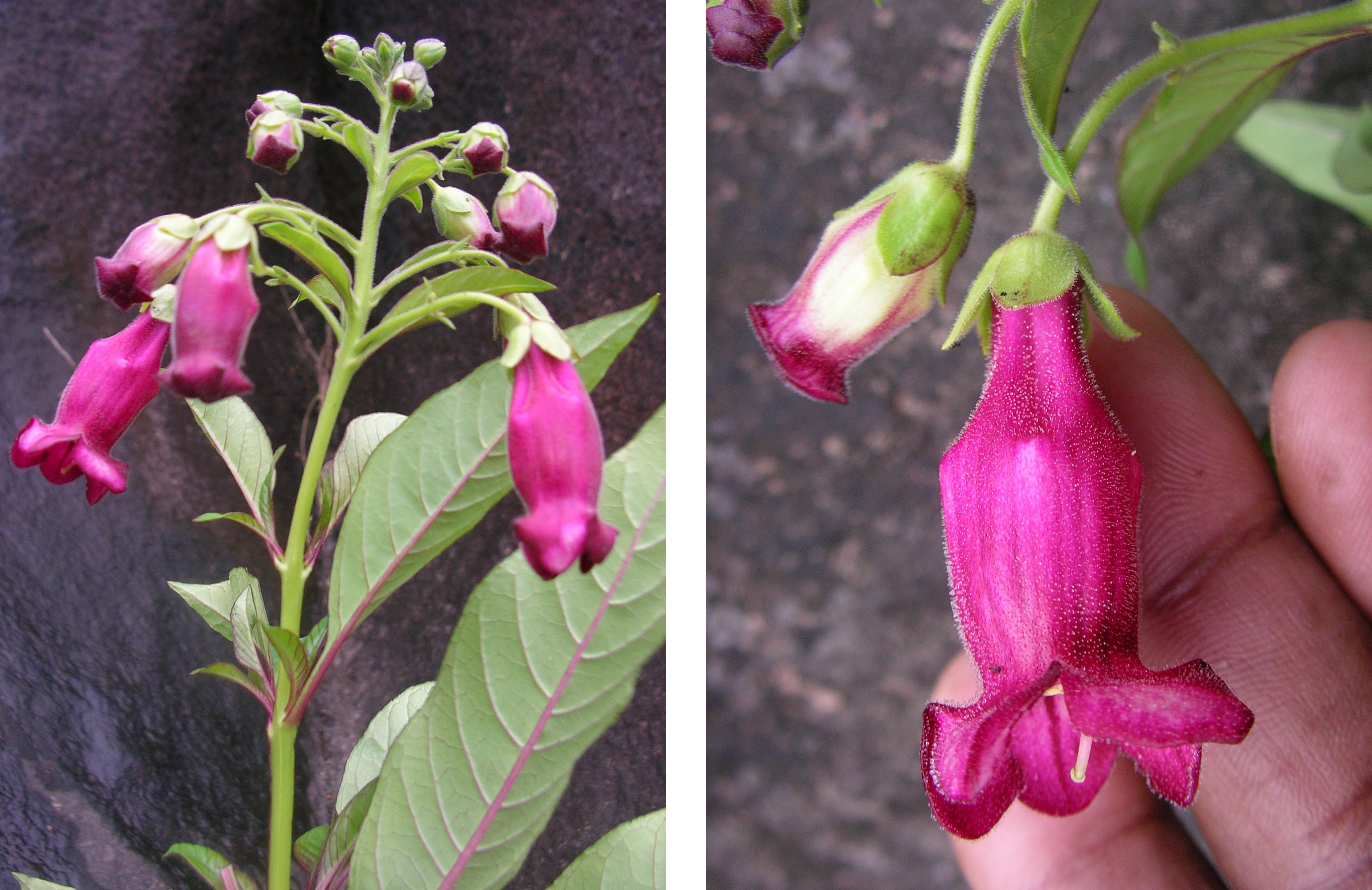
Barthlottia madagascariensis, ein bis 3 m hoher Strauch aus Madagaskar
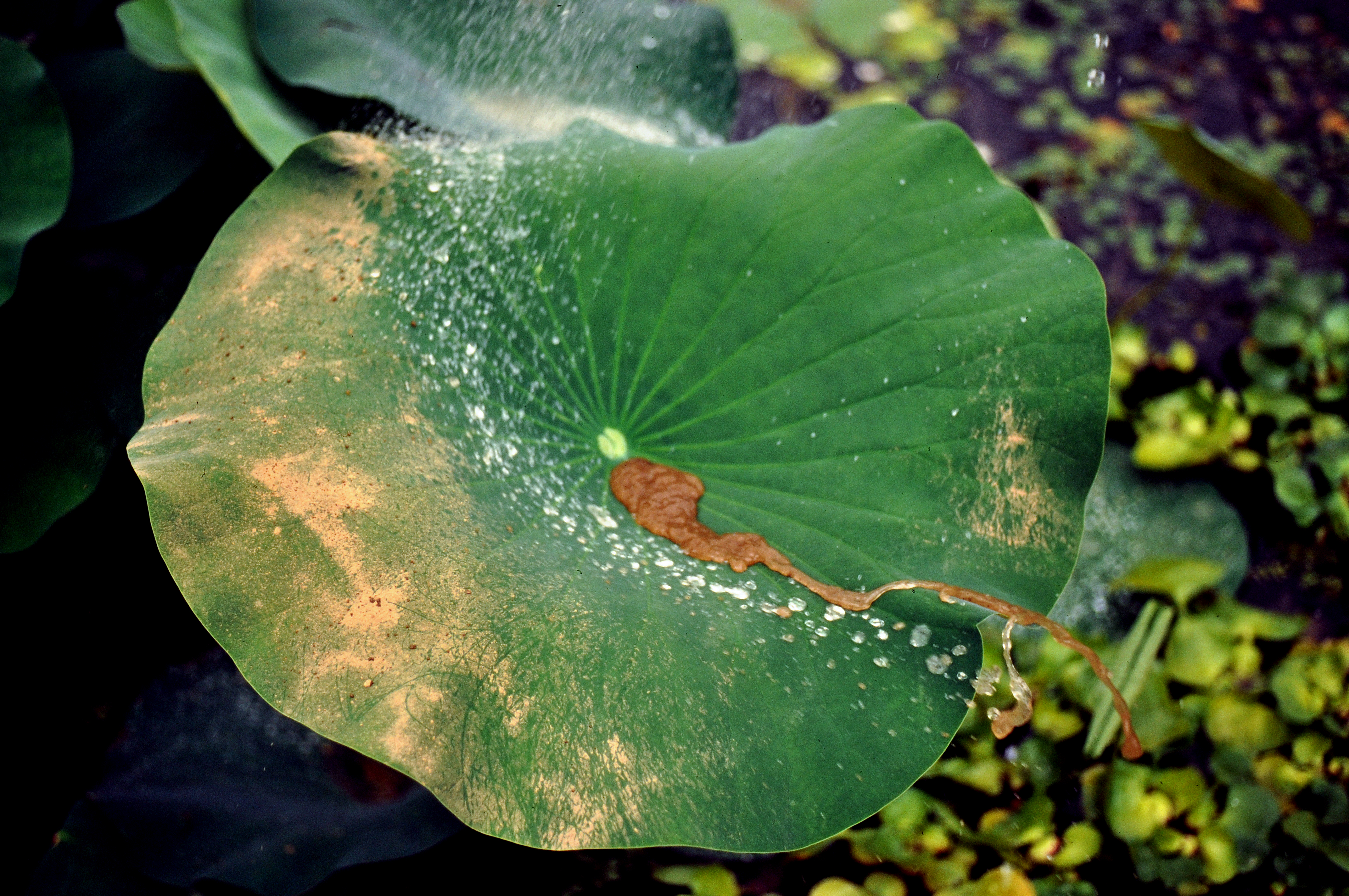
Das Blatt der Heiligen Lotusblume (Nelumbo) ist selbstreinigend: mit Wasser wird Schmutz abgespült.[35] Der Lotus-Effekt hat heute weltweit zu zahlreichen alltäglichen Anwendungen geführt
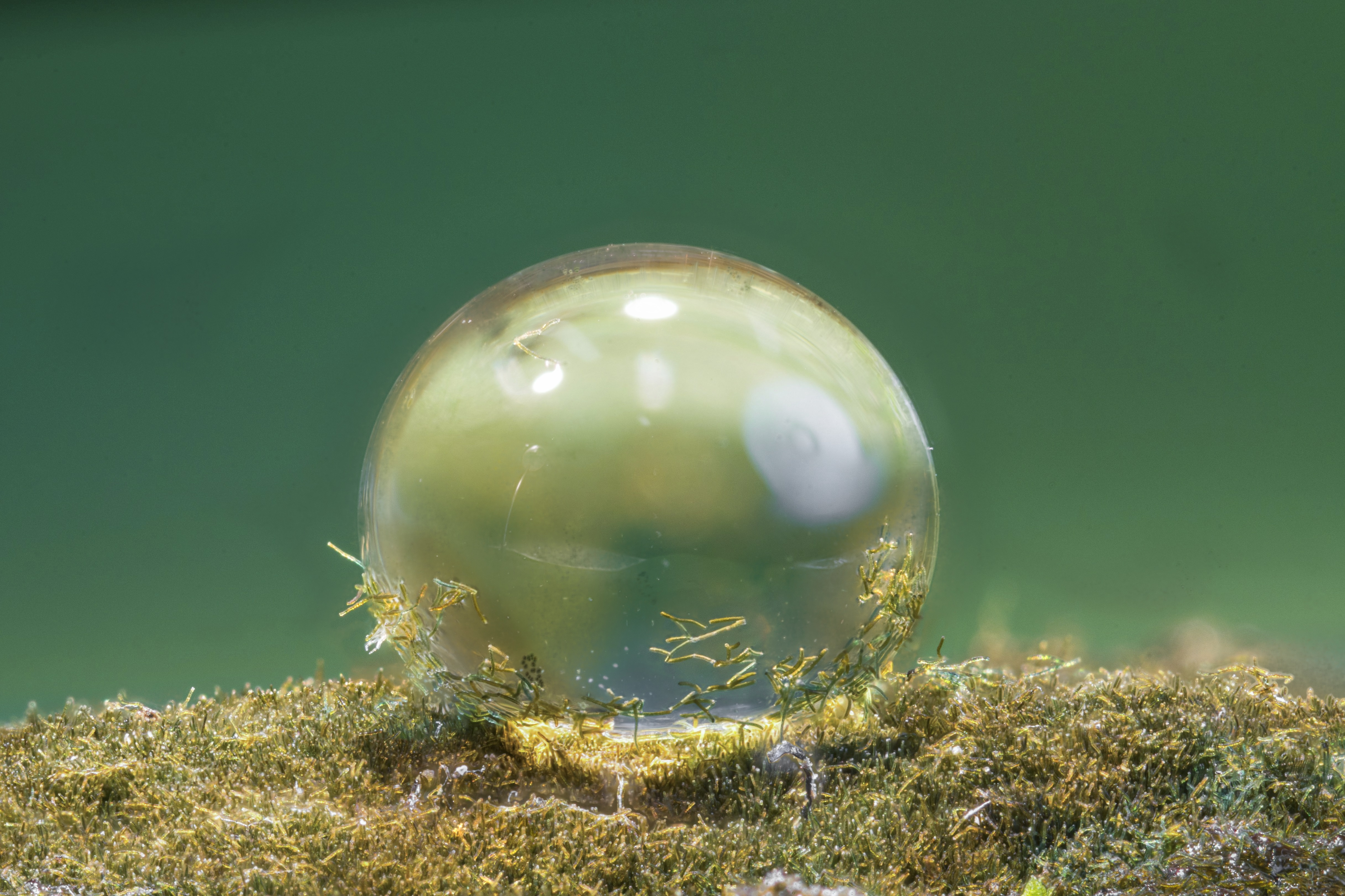
Wassertropfen auf einem Biofilm des Cyanobacteriums Hassallia:[54]. Superhydrophobie und Lotus-Effekt entstanden in der Evolution vermutlich bereits vor über einer Milliarde Jahren und spielten vielleicht eine Rolle als Schlüsselinnovation bei der Eroberung des Lebensraumes Land
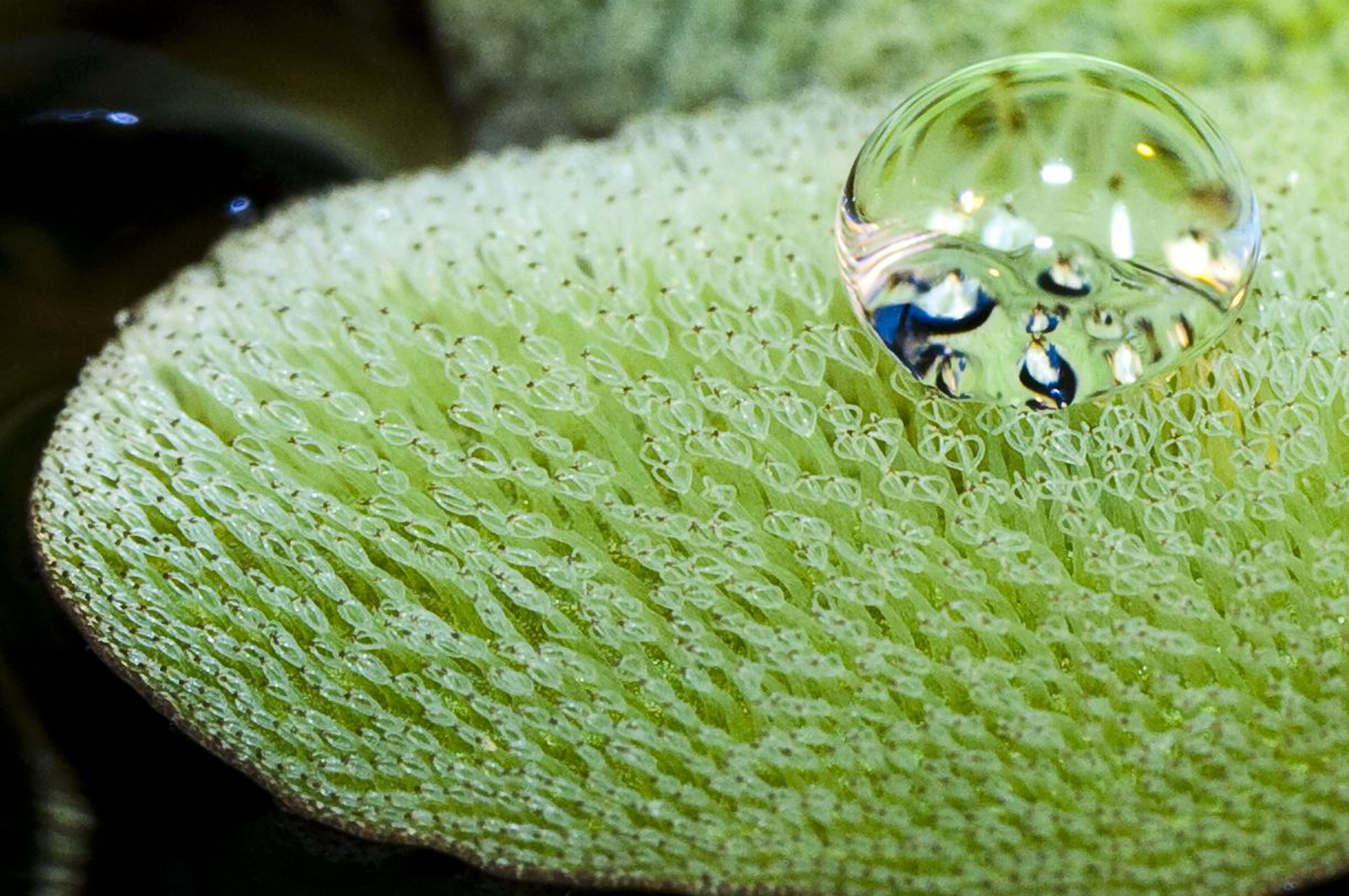
Nach dem Schwimmfarn Salvinia molesta mit hoch komplexen Haaren ist der Salvinia-Effekt benannt, der eine Technologie (passive air lubrication) zur Reibungs- und Treibstoffreduktion bei Schiffen von bis zu 20 % ermöglichen soll.t
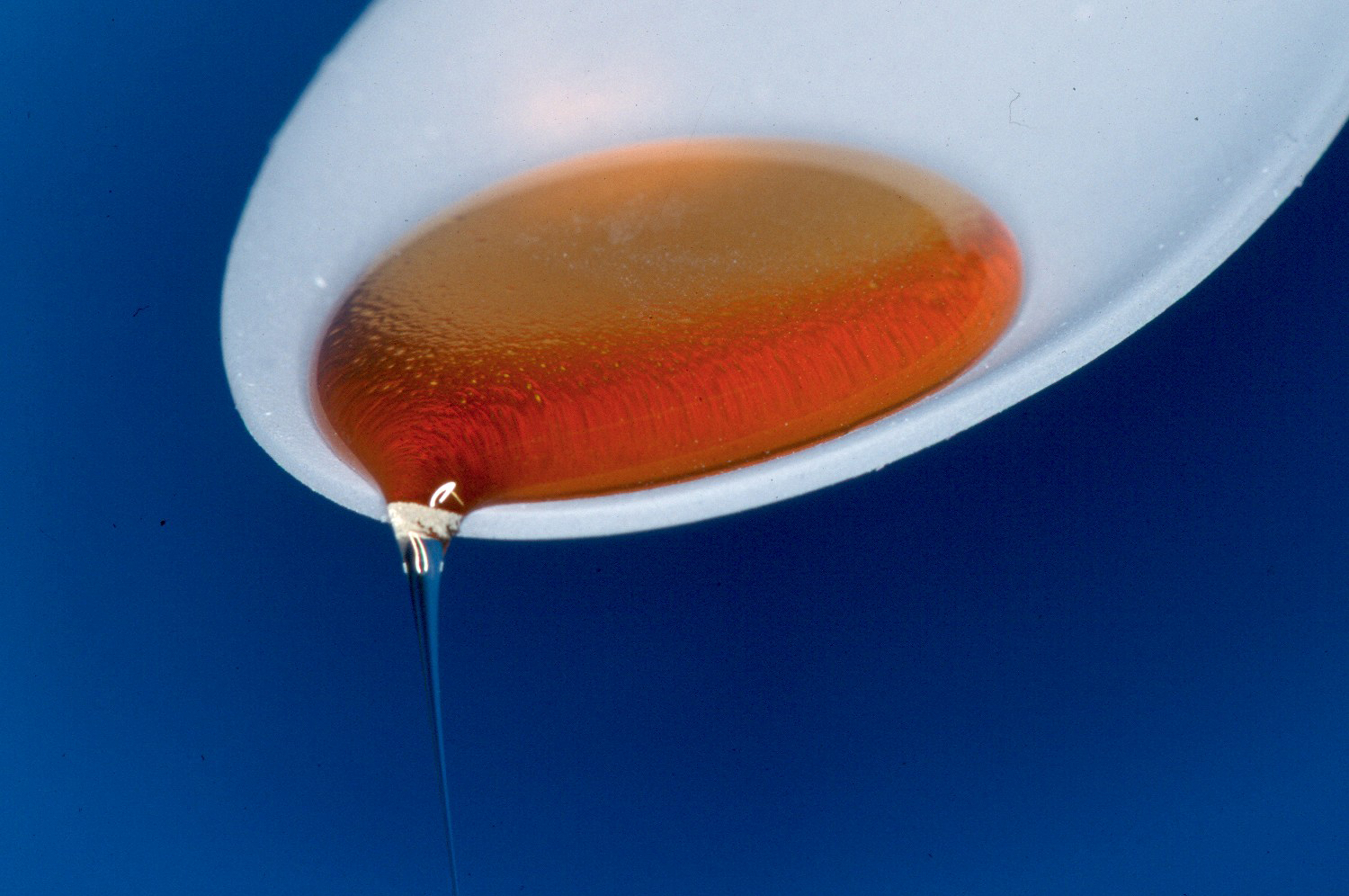
Der Honiglöffel mit Lotus-Effekt war 1994 an der Universität Bonn der weltweit erste technische Prototyp zur Demonstration der Selbstreinigung
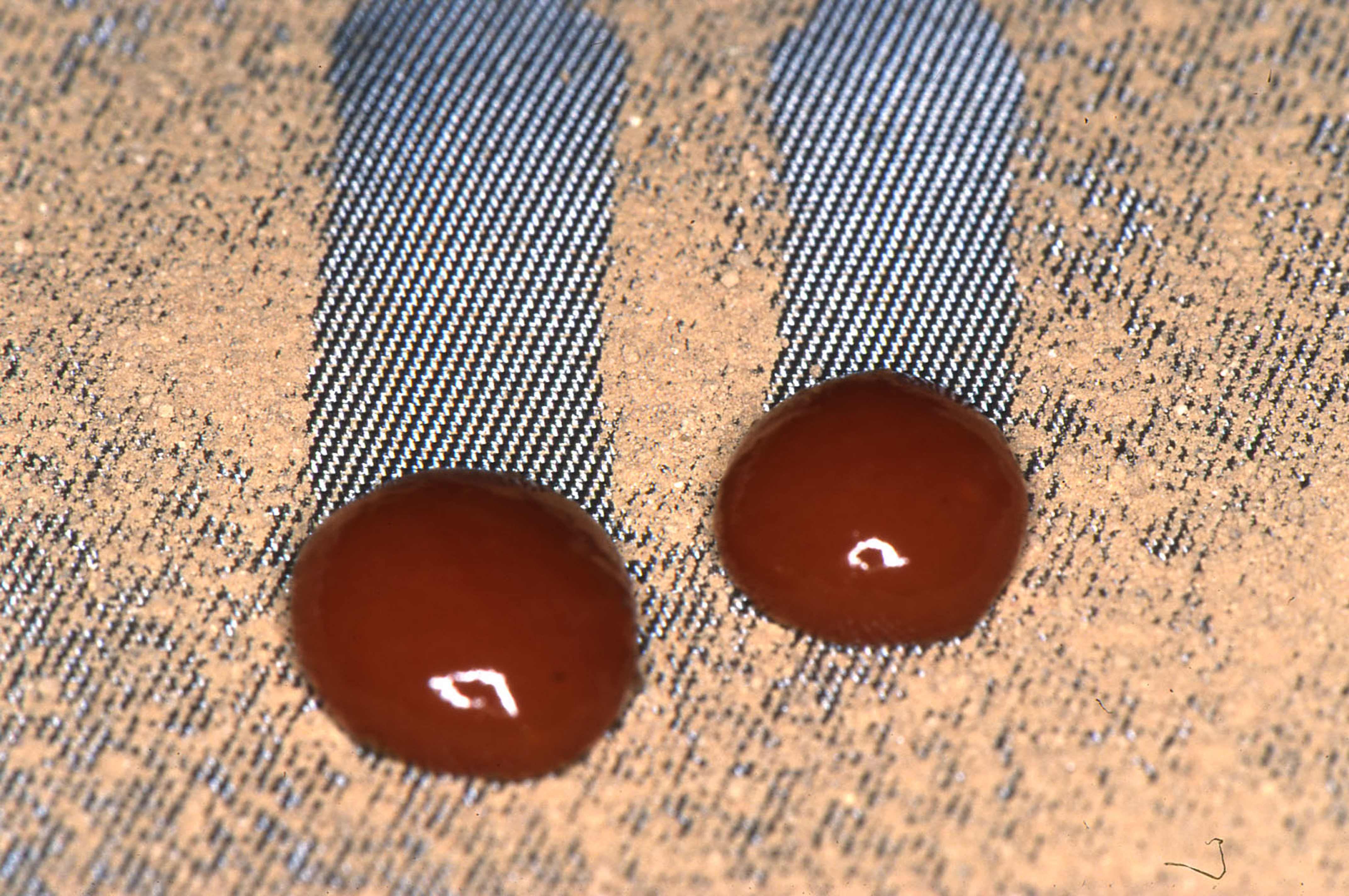
Lotus-Effekt auf einem Textil: aufgebrachter Staub wird mit Tomatenketchup abgewaschen

## Auszeichnungen und Mitgliedschaften
- 1974: Beginn der Arbeiten zur Entdeckung und zur Physik des Lotus-Effektes[56]
- 1976–1977: Feldarbeiten Elfenbeinküste zur Einrichtung von drei Nationalparks[57]
- 1977–1996: Publikationen zum Lotus-Effekt
- 1990: Mitglied Akademie der Wissenschaften und der Literatur Mainz
- 1991: „Foreign Member“ Linnean Society of London.
- 1992: Gründung Verband Botanischer Gärten
- 1996: Stiftung „Förderpreis Biodiversität“, Akademie der Wissenschaften und der Literatur Mainz
- 1997: Mitglied Nordrhein-Westfälischen Akademie der Wissenschaften und der Künste
- 1997: Biodiversity of Colombia, Veranstalter der bilateralen Konferenz in Bonn
- 1997: Karl-Heinz-Beckurts-Preis
- 1997: Biodiversity – a challenge for development research and policy, Veranstalter der internationalen Konferenz in Bonn (u. a. mit Dennis Meadows)
- 1997: Gründung Deutsches Sekretariat DIVERSITAS, das Biodiversitätsprogramm von UNESCO und IUBS und dessen Chairman bis 2001
- 1998–2001: Mitglied Deutsches Nationalkomitee „Mensch und Biosphäre“ (MAB) der UNESCO
- 1998: Nominierung für den Deutschen Zukunftspreis für Technik und Innovation des Bundespräsidenten
- 1998: Orden Andrés Bello des Präsidenten Rafael Caldera der Republik Venezuela
- 1999: Mitglied Nationalen Akademie der Wissenschaften Leopoldina
- 1999: Philip-Morris-Forschungspreis[35]
- 1999: Deutscher Umweltpreis[58]
- 2001: Gründungsmitglied Bionik-Kompetenznetzwerk BIOKON zusammen u. a. mit Claus Mattheck, Werner Nachtigall und Ingo Rechenberg
- 2001: Treviranus-Medaille des Verbandes Deutscher Biologen
- 2001: Globart Award für grenzüberschreitendes innovatives Denken
- 2002: Cactus d’Or[59] des Fürstentums Monaco
- 2004: Scientist in Residence der Universität Duisburg-Essen
- 2005: Innovationspreis Bundesministerium für Bildung und Forschung
- 2006: Erster Preis Hochschulwettbewerb „Patente Erfinder“ Nordrhein-Westfalen
- 2007: Maecenas-Medaille[60]
- 2008: Organisation der Vorkonferenz „Biodiversity Research – Safeguarding the Future“ der COP9 zur CBD[61]
- Die Pflanzengattung Barthlottia sowie mehrere Pflanzenarten und 2021 der Eingangsweg in den Botanischen Garten Bonn wurden nach Barthlott benannt[62]

## Publikationen (Auswahl)
Die Publikationen umfassen über 480 Arbeiten (darunter zahlreiche Bücher).
- Wilhelm Barthlott (2023): The Discovery of the Lotus Effect as a Key Innovation for Biomimetic Technologies. In: Handbook of Self-Cleaning Surfaces and Materials: From Fundamentals to Applications, Chapter 15, S. 359–369, doi:10.1002/9783527690688.ch15
- Wilhelm Barthlott et al. (2022): Superhydrophobic terrestrial Cyanobacteria and land plant transition. In: Front. Plant. Sci, doi:10.3389/fpls.2022.880439
- Daniel Gandyra et al. (2020): Air retention under Water by the floating fern Salvinia: the crucial role of a trapped air layer as a pneumatic spring. - Nano-Micro Small (Wiley-VCH) doi:10.1002/smll.202003425
- Wilhelm Barthlott (2020): Plants and nature in Bible and Quran - how respect for nature connects us. - S. 233–244 in Proceed. Conf. “Science and Actions for Species Protection: Noah´s Arks for the 21st Century”, Mai 2019, Eds. Joachim von Braun et al. – Pontifical Academy of Sciences PAS, Vatican City (siehe auch PDF)
- Wilhelm Barthlott et al. (2020): Adsorption and transport of oil on biological and biomimetic superhydrophobic surfaces – a novel technique for oil-water separation - 15 S., Phil Trans. Roy. Soc. A. doi:10.1098/rsta.2019.0447
- Anna Julia Schulte et al. (2019): Ultraviolet patterns of flowers revealed in polymer replica caused by surface architecture. In: Beilstein J. Nanotechnology 10, S. 459–466,
- Sié Sylvestre Da et al. (2018): Plant Biodiversity Patterns along a climatic gradient and across protected areas in West Africa In: African Journal of Ecology, doi:10.1111/aje.12517
- Matthias Mail et al. (2019): A new bioinspired method for pressure and flow sensing based on the underwater air retaining surfaces of the backswimmer Notonecta – Beilstein J. Nanotechnology 9, 3039–3047, doi:10.3762/bjnano.9.282, PDF
- Jan Busch et al. (2018): Bionics and Green Technology in Maritime Shipping: An Assessment of the Effect of Salvinia Air-Layer Hull Coatings for Drag and Fuel Reduction – Phil. Trans. Royal Soc. A, (Vol. 377), London – doi:10.1098/rsta.2018.0263
- Wilhelm Barthlott et al. (2017): Plant Surfaces: Structures and Functions for Biomimetic Innovations. – Nano-Micro Letters, 9:23, doi:10.1007/s40820-016-0125-1
- Wilhelm Barthlott et al. (2016): Bionics and Biodiversity – Bio-inspired Technical Innovation for a Sustainable Future. – in: “Biomimetic Research for Architecture: Biologically-Inspired Systems”, S. 11–55, (Eds.: J. Knippers et al.), Springer Publishers. doi:10.1007/978-3-319-46374-2
- Wilhelm Barthlott, Daud Rafiqpoor (2016): Biodiversität im Wandel – Globale Muster der Artenvielfalt. In: Lozán et al. (Edts): Warnsignal Klima: Die Biodiversität, S. 44–50. In Wissenschaftliche Auswertungen/GEO PDF
- Wilhelm Barthlott, Jasmin Obholzer, Daud Rafiqpoor (2016): Pflanzen der Heiligen Bücher Bibel und Koran – النباتات في الكتب السماوية: الإنجيل و القرآن. BfN Skripten No. 448, 106 S., PDF
- Wilhelm Barthlott et al. (2015): Biogeography and Biodiversity of Cacti. – Schumannia 7, S. 1–205, PDF
- Wilhelm Barthlott et al. (2014): Orchid seed diversity: A scanning electron microscopy survey. – Englera 32, S. 1–244. PDF
- Zdenek Cerman, Wilhelm Barthlott, Jürgen Nieder (2011): Erfindungen der Natur: Bionik – Was wir von Pflanzen und Tieren lernen können. 3. Auflg., 280 S., Rowohlt
- Jan Henning Sommer et al. (2010): Projected impacts of climate change on regional capacities for global plant species richness. Proc. Royal Soc. doi:10.1098/rspb.2010.0120
- Wilhelm Barthlott et al. (2010): The Salvinia paradox: Superhydrophobic surfaces with hydrophilic pins for air-retention under water. Advanced Materials 22: S. 1–4, doi:10.1002/adma.200904411
- Gerold Kier et al. (2009): A global assessment of endemism and species richness across island and mainland regions. PNAS 106 (23): doi:10.1073/pnas.0810306106
- Wilhelm Barthlott et al. (2009): A torch in the rainforest: thermogenesis of the Titan arum (Amorphophallus titanum). Plant Biol. 11 (4): S. 499–505 doi:10.1111/j.1438-8677.2008.00147.x
- Johann Greilhuber et al. (2006): Smallest angiosperm genomes found in Lentibulariaceae, with chromosomes of bacterial size. Plant Biol. 8: S. 770–777 doi:10.1055/s-2006-924101
- Wilhelm Barthlott et al. (2004): Karnivoren. Biologie und Kultur fleischfressender Pflanzen. Ulmer – Englisch (2007): The curious world of carnivorous plants. Timber Press, USA, französisch (2008): Plantes Carnivores, Belin, Paris
- Thomas Borsch et al. (2003): Noncoding plastid trnT-trnF sequences reveal a well resolved phylogeny of basal angiosperms. J. Evol. Biol. 16: S. 1–19 doi:10.1046/j.1420-9101.2003.00577.x
- Wilhelm Barthlott, Matthias Winiger (eds.) (2001): Biodiversity. A challenge for development research and policy. 429 S., Springer doi:10.1007/978-3-662-06071-1
- Stefan Porembski, Wilhelm Barthlott (eds.) (2000): Inselbergs: biotic diversity of isolated rock outcrops in tropical and temperate regions. 528 S., Springer doi:10.1007/978-3-642-59773-2
- Wilhelm Barthlott et al. (1998): First protozoa-trapping plant found. Nature 392: 447 doi:10.1038/33037
- Manfred Kraemer, Wilhelm Barthlott (eds.) (1998): Biodiversity of Colombia. Proceedings of the Bilateral Symposium Bonn, Nov. 1997, Foreword by Angela Merkel, Cuvilier, Göttingen, 139 pp.
- Wilhelm Barthlott, Christoph Neinhuis (1997): Purity of the sacred lotus, or escape from contamination in biological surfaces. Planta 202: S. 1–8 doi:10.1007/s004250050096
- Wilhelm Barthlott et al. (1996): Global distribution of species diversity in vascular plants: towards a world map of phytodiversity. Erdkunde 50: S. 317–327 doi:10.3112/erdkunde.1996.04.03
- Thomas Wagner, Christoph Neinhuis, Wilhelm Barthlott (1996): Wettability and contaminability of insect wings. Acta Zoologica 77 (3): 213–225 doi:10.1111/j.1463-6395.1996.tb01265.x
- Barbara Burr, Dorothea Rosen, Wilhelm Barthlott (1995): Untersuchungen zur Ultraviolettreflexion von Angiospermenblüten. III. Dilleniidae und Asteridae. 186 S., Akad. Wiss. Lit. Mainz. F. Steiner Verlag, Stuttgart. PDF
- Wilhelm Barthlott (1992): Die Selbstreinigungsfähigkeit pflanzlicher Oberflächen durch Epicuticularwachse. S. 117–120 in: „Verantwortung für die Zukunft - Klima- und Umweltforschung an der Universität Bonn“, PDF
- Georg Noga et al. (1991): Quantitative evaluation of epicuticular wax alterations as induced by surfactant treatment. Angew. Bot. 65: S. 239–252
- Wilhelm Barthlott (1990): Scanning electron microscopy of the epidermal surface in plants. In: Claugher, D. (ed.) Application of the scanning EM in taxonomy and functional morphology. Systematics Association Special Volume S. 69–94. Clarendon Press and Oxford University Press
- Wilhelm Barthlott, Eckhard Wollenweber (1981): Zur Feinstruktur, Chemie und taxonomischen Signifikanz epicuticularer Wachse und ähnlicher Sekrete. 67 S., F. Steiner Verlag, Stuttgart, PDF
- Wilhelm Barthlott (1977): Kakteen, 212 S., Belser (English; Cacti, Stanley Thornes 1979; auch französische und holländische Ausgaben)
- Wilhelm Barthlott, Nesta Ehler (1977): Raster-Elektronenmikroskopie der Epidermis-Oberflächen von Spermatophyten. 105 S., Akad. Wiss. Lit. Mainz., F. Steiner Verlag, Stuttgart, PDF